# Horace McMahon
Horace McMahon (* 17. Mai 1906 in South Norwalk, Connecticut; † 17. August 1971, ebenda) war ein US-amerikanischer Schauspieler.

## Leben
Horace McMahon arbeitete als Hilfsarbeiter in unterschiedlichen Berufen, so war arbeitete er einem Lieferdienst, bei einer Werft und als Journalist beim The South Norwalk Sentinel. Während seiner Studienzeit an der Fordham University School of Law kam er mit der Schauspielerei in Berührung. Sein Broadwaydebüt gab er am 22. Oktober 1931 in einer Nebenrolle als Reporter in dem von Edward Chodorov und Arthur Barton verfassten Stück Wonder Boy. Ab 1937 spielte er auch vermehrt beim Film mit und war teilweise innerhalb eines Jahres in bis zu zwölf Produktionen zu sehen, wobei er häufig nur als Statist oder in Kleinstrollen zu sehen war, die nicht mal im Abspann erwähnt wurden. Hauptsächlich wurde er dabei als typisch zwielichtiger New Yorker Charakter besetzt. Er spielte häufig Kleinkriminelle, Taxifahrer, Reporter und Polizisten.
Großen Erfolg hatte McMahon mit der von 1958 bis 1963 ausgestrahlten Kriminalserie Gnadenlose Stadt. In vier Staffeln verkörperte er dabei an der Seite von Harry Bellaver, Paul Burke und James Franciscus in 112 Folgen die Figur des Lt. Michael „Mike“ Parker. Seine Darstellung wurde bei der Primetime-Emmy-Verleihung 1962 mit einer Nominierung für die Beste Darstellung eines Nebendarstellers bedacht. Eine weitere Hauptrolle spielte er an der Seite von Craig Stevens in der von CBS produzierten Dramaserie Mr. Broadway, die allerdings noch im selben Jahr nach nur 14 Folgen wieder abgesetzt wurde.
Am 17. August 1971 verstarb McMahon im Alter von 65 Jahren an den Folgen an eines Herzinfarktes. Bis zu seinem Tod war er mit der Schauspielerin Louise Campbell verheiratet, die er 1937 ehelichte.

## Filmografie (Auswahl)
- 1937: Der letzte Gangster (The Last Gangster)
- 1937: Kid Galahad – Mit harten Fäusten (Kid Galahad)
- 1938: Marie-Antoinette
- 1938: Mord, wie er im Buche steht (Fast Company)
- 1938: Schnelle Fäuste (The Crowd Roars)
- 1939: Die Findelmutter (Bachelor Mother)
- 1939: Sergeant Madden
- 1939: Dr. Kildare: Unter Verdacht (Calling Dr. Kildare)
- 1939: Dünner Mann, 3. Fall (Another Thin Man)
- 1940: Dr. Kildare: Auf Messers Schneide (Dr. Kildare’s Strange Case)
- 1940: Dr. Kildare: Die Heimkehr (Dr. Kildare Goes Home)
- 1940: Dr. Kildare: Verhängnisvolle Diagnose (Dr. Kildare’s Crisis)
- 1940: Meine Lieblingsfrau (My Favorite Wife)
- 1941: Dr. Kildare: Der Hochzeitstag (Dr. Kildare’s Wedding Day)
- 1941: Komm, bleib bei mir (Come Live with Me)
- 1941: Birth of the Blues
- 1948: Ein Pferd namens October (The Return of October)
- 1951: Polizeirevier 21 (Detective Story)
- 1953: Abbott and Costello Go to Mars
- 1953: Der Mann im Dunkel (Man in the Dark)
- 1954: Eine Nacht mit Susanne (Susan Slept Here)
- 1955: Des Teufels rechte Hand (Texas Lady)
- 1955: Die Saat der Gewalt (Blackboard Jungle)
- 1957: Der Held von Brooklyn (The Delicate Delinquent)
- 1957: Schöne Frauen, harte Dollars (Beau James)
- 1958–1963: Gnadenlose Stadt (Naked City, Fernsehserie, 112 Folgen)
- 1964: Mr. Broadway (Fernsehserie, 14 Folgen)
- 1964: Preston & Preston (The Defenders, Fernsehserie, 1 Folge)
- 1967: Batman (Fernsehserie, eine Folge)
- 1968: Der Detektiv (The Detective)